# Tanna (eiland)
Tanna is een eiland in Vanuatu, vallend onder de provincie Tafea. Het is 561 km² (40 km x 19 km) groot, het op een na grootste eiland van de provincie. Het administratieve, commerciële en toeristische centrum, de plaats Isangel is gelegen aan de westkust van dit eiland. Er zijn ongeveer 20.000 inwoners; het hoogste punt is de berg Tukosmera. Deze ligt in het zuiden en is 1043 m hoog. In het zuidoosten is de actieve vulkaan Yasur te vinden. Het eiland is rijk bebost en heeft een aangenaam klimaat. 

## Geschiedenis
Het eiland is waarschijnlijk al in het derde millennium voor Christus bewoond door proto-melanesische clans. Vanaf 1400 v. Chr. begon de verspreiding van de lapitacultuur, die hier een eigen regionale ontwikkeling doormaakte. Na duizenden jaren isolatie bereikten Europeanen het eiland. De Britse zeevaarder en ontdekkingsreiziger James Cook was de eerste Europeaan die het eiland bezocht. Hij beschreef de roodgloeiende gloed van een vulkaan als „The lighthouse of the South Seas“ (Vuurtoren van de Zuidzee). Cook beschreef daarmee de vulkaan Yasur die al minstens 800 jaar voortdurend actief is en daarmee de meest actieve vulkaan van de wereld is. Cook legde aan in een baai in het zuidoosten en noemde deze plaats  Port Resolution, naar zijn schip. Cook durfde de vulkaan niet te beklimmen. In 1825 bereikte de Ier peter Dillon de eilanden Tanna en Erromango waar hij ontdekte dat er sandelhout groeide, waarvan hij onmiddellijk de handelswaarde zag.
In 1864 landden de zogenaamde „blackbirders“, Australische slavenhandelaars op Tanna en Erromango en voerden 65 mannen af in gevangenschap om dienst te doen op plantages in Queensland en Noordelijk Territorium. Daar werden ze gedwongen om contracten te tekenen waarbij ze verklaarden vrijwillig in dienst te zijn genomen. Deze praktijken vormden een zwarte bladzijde in de geschiedenis van Melanesië.
In 1907 werden de eilanden ingelijfd in den Brits-Frans condominium de Nieuwe Hebriden. In het begin van de Tweede Wereldoorlog ontstond op dit eiland de John Frumbeweging, een cargocult, een religieuze beweging die een mengsel is van christendom en de verering van goederen uit het Westen. In de jaren 1960 ontstond daarnaast een vergelijkbare beweging, de Prins Philipbeweging.
Vanuatu werd in 1980 onafhankelijk, maar de provinciale indeling van Tanna binnen de provincie Tafea (Tanna, Aniwa, Futuna, Erromango en Anatom) dateert van 1994 toen de regeringsvorm werd gewijzigd.

## Economie
Tanna is het zakencentrum van de provincie en exporteert onder andere kopra, cacao en sandelhout en verder tabak, kavawortelen en vlechtwerk. Daarnaast zijn bouwondernemingen en vooral toerisme bronnen die vreemde valuta opleveren. Rond de provinciehoofdstad Isangel, aan de kust, staan verschillende luxe toeristische voorzieningen. Hoewel veel van het toerisme naar de vulkaan bestaat uit dagtochten die per vliegtuig vanuit de hoofdstad Port Vila op het eiland Efate worden gemaakt, zijn er op Tanna steeds meer voorzieningen voor verblijfsrecreatie op het eiland. Het eiland is ideaal voor sportieve tochten naar de vulkaan en een grot, paardrijden, duiken, snorkelen, ecotoerisme en strandvermaak.

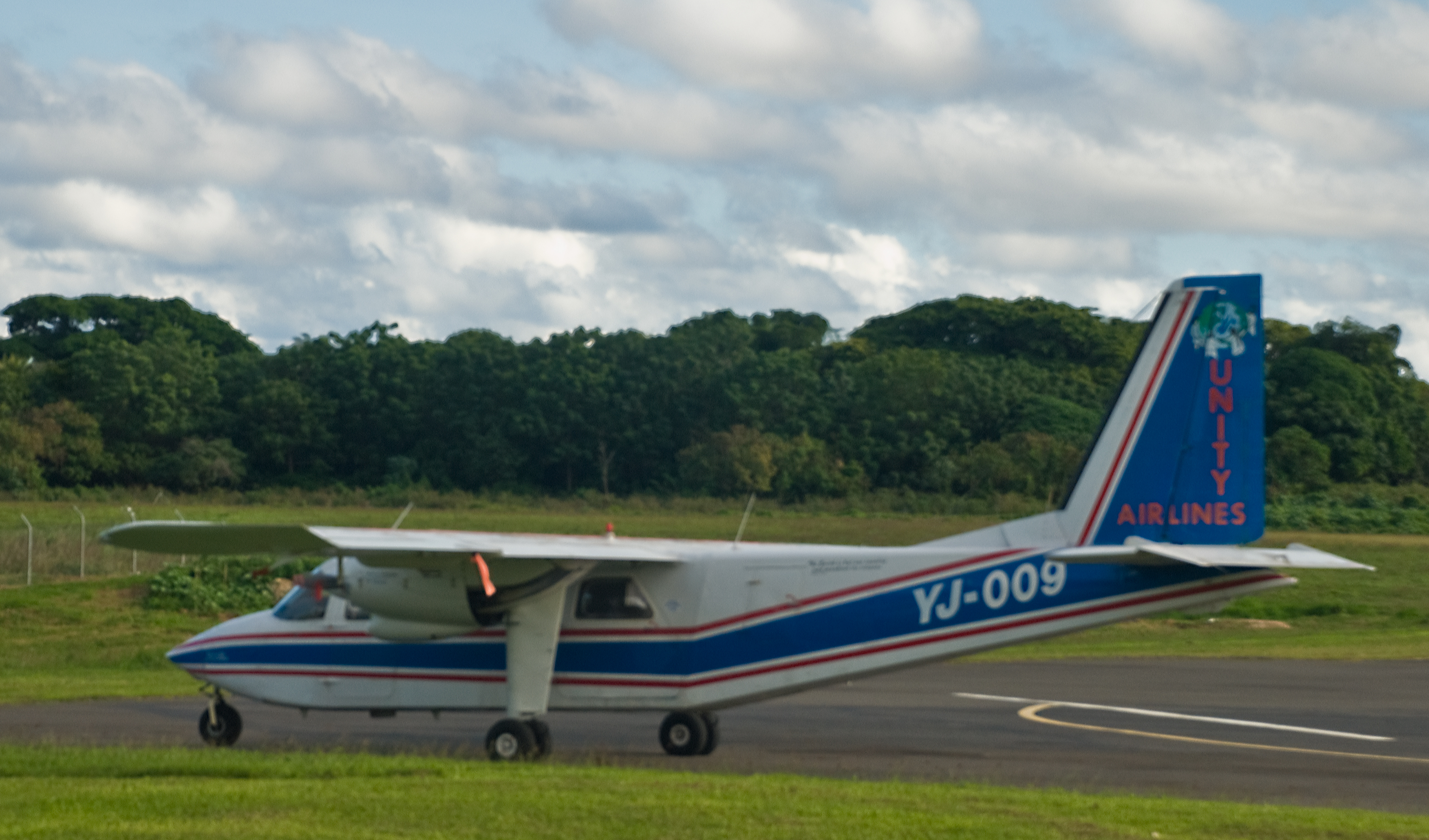
Het vliegveld
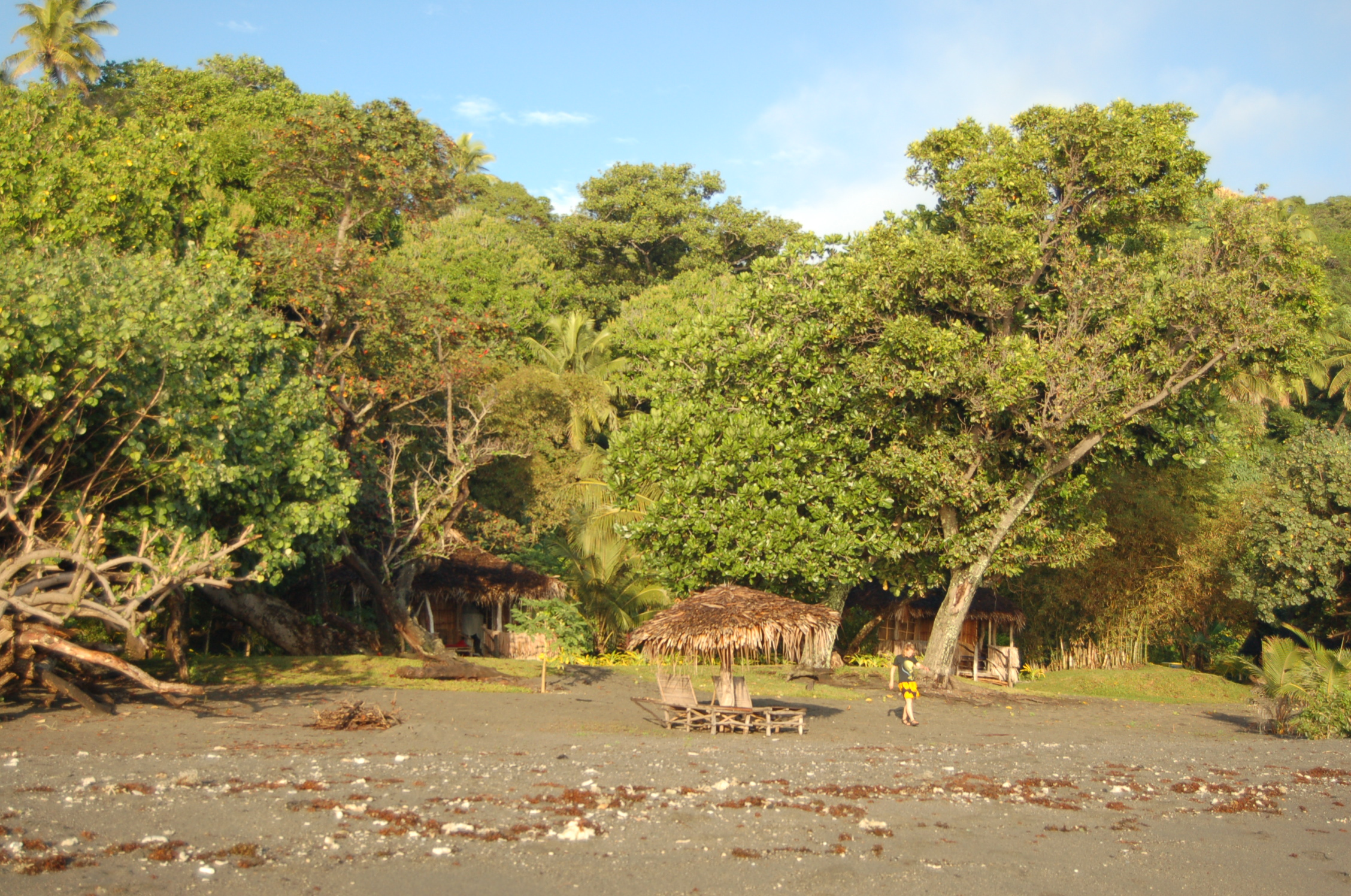
Eenvoudige toeristische voorziening aan de noordkust
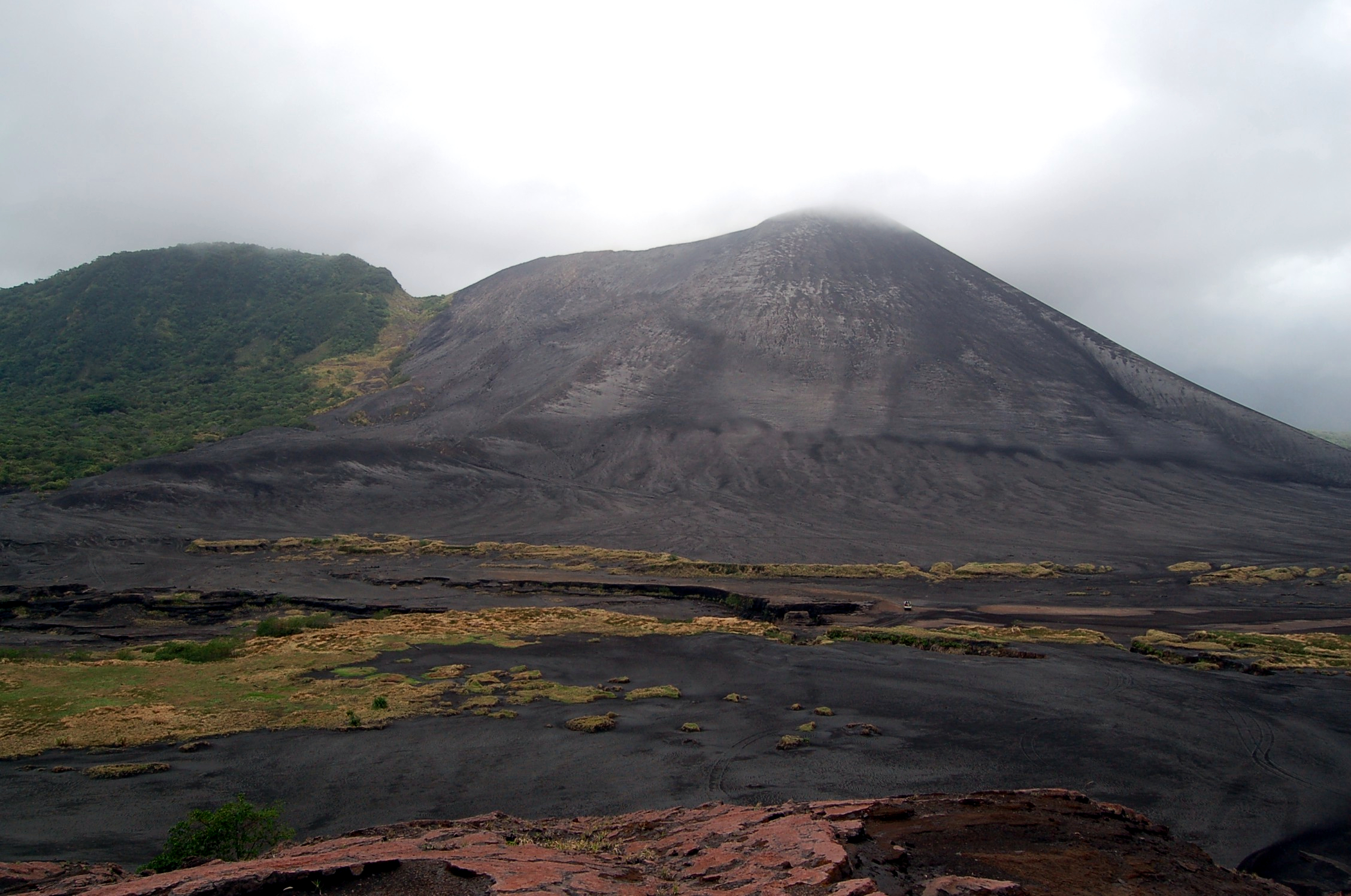
De vulkaan Yasur
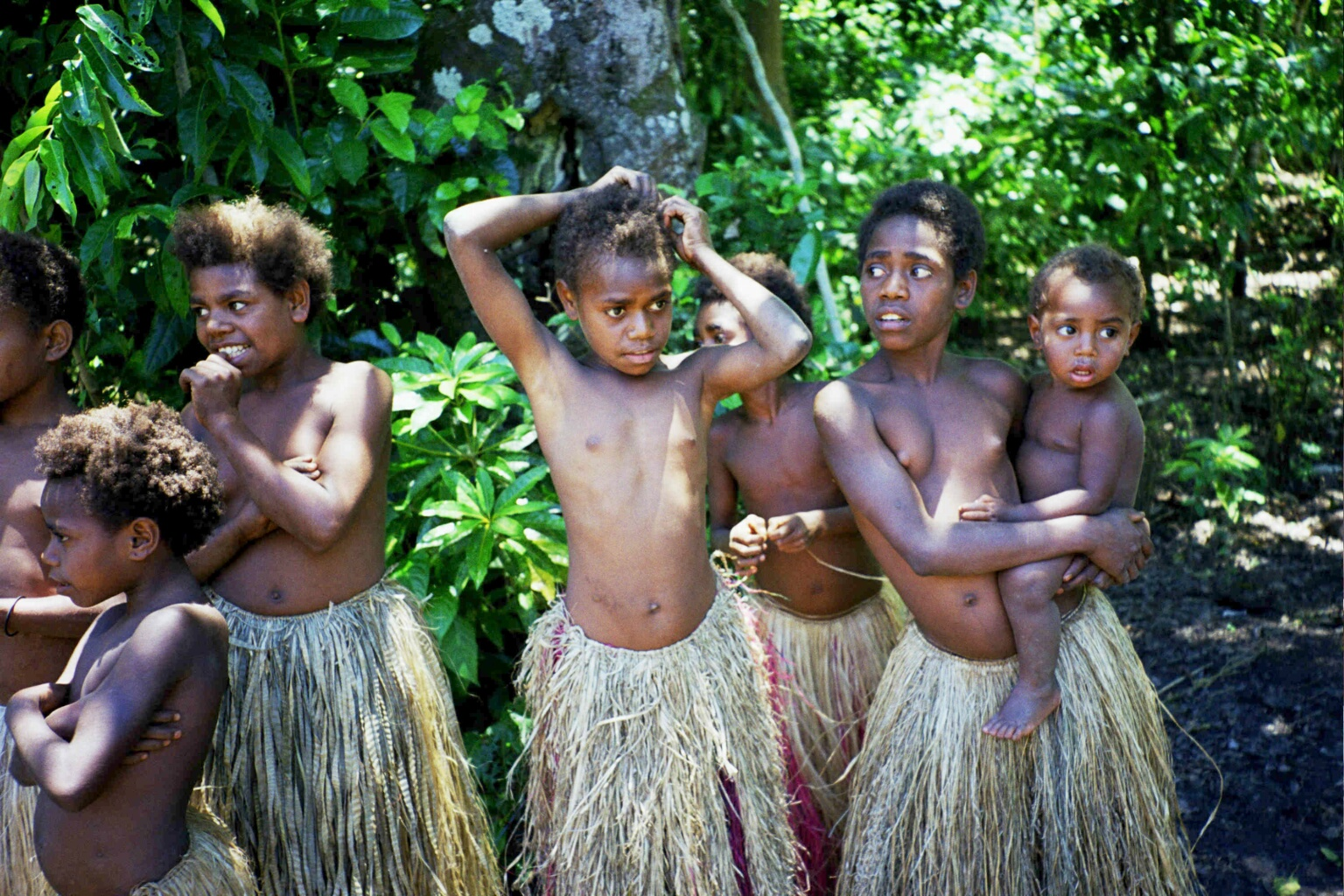
Dorpskinderen op Tanna

## Fauna
De enige zoogdieren die er, naast de mens, voorkomen zijn de vleermuizen Notopteris macdonaldi, Tongavleerhond (Pteropus tonganus), Miniopterus australis en Miniopterus macrocneme.
Er komen 111 soorten vogels voor, waarvan er 7 soorten van de Rode Lijst van de IUCN zoals het witkeelstormvogeltje (Nesofregetta fuliginosa) en verder drie endemische soorten zoals de vanuatuboshoen (Megapodius layardi) en de vanuatujufferduif (Ptilinopus tannensis).